# Gandasari (Kadupandak)
Gandasari is een bestuurslaag in het regentschap Cianjur van de provincie West-Java, Indonesië. Gandasari telt 2491 inwoners (volkstelling 2010).